# IT-Прорыв
ИТ Проры́в — Всероссийский конкурс, проводящийся холдингом «Росэлектроника» совместно с компанией Softline. Цель конкурса — поддержка инноваций в информационных технологиях, а также создание условий для работы ИТ-специалистов в России.
Является одним из ключевых в России конкурсов среди ИТ-специалистов, проводится под эгидой партии «Единая Россия», направлен на стимулирование интереса студентов к науке и информационным технологиям, к решению актуальных задач на российских предприятиях.

## История
Первый этап проекта проходил с июня по декабрь 2010 года. В нём участвовало более 4200 конкурсантов. Жюри конкурса состояло из представителей компаний Softline, Ростех, Microsoft, Parallels, Intel, Российской венчурной компании.
В декабре 2010 года состоялось награждение победителей первого этапа конкурса, а также дан старт второму этапу конкурса, который продлился до мая 2011 года.
За всю историю на конкурс было подано более 45 тысяч заявок из 79 регионов России. 7 тысяч работ получили положительную экспертную оценку. 180 работ получили звание победителей.

## Правила конкурса
В конкурсе участвуют студенты и молодые IT-специалисты в возрасте до 25 лет, работающие в российских вузах.
Конкурс проводится среди технических вузов Москвы, Санкт-Петербурга, Саратова, Нижнего Новгорода, Иркутска, Омска, Томска и Новосибирска.
В 2013 году для конкурсантов были доступны следующие номинации:
- Проектирование электронно-компонентной базы;
- IT медико-биологического профиля — разработки в области информатизации здравоохранения;
- IT-безопасность;
- IT в образовании.

В финал конкурса вышли 200 студенческих работ из 30 вузов.
Победителями конкурса «IT-прорыв 2013» стали 14 студентов из 10 регионов России. В качестве призов лауреаты конкурса получили денежные премии, право реализовывать свои проекты на предприятиях холдинга «Росэлектроника», а также телефоны YotaPhone. Авторы лучших проектов также принимают участие в летней школе холдинга «Росэлектроника» в рамках форума «Инженеры будущего 2014».
В 2014 году конкурс стартовал в Казанском (Приволжском) федеральном университете. В конкурсе принимали участие авторы проектов из Москвы, Санкт-Петербурга, Саратова, Нижнего Новгорода, Иркутска, Омска, Томска и Новосибирска.
В 2014 году к уже существующим номинациям добавились:
- IT в энергетике;
- Лучшее мобильное приложение.

Призовой фонд конкурса в 2014 году составляет 1,5 млн рублей.